# سن منتبذ
السن المنتبذ (وقد يعرف أحياناً بالسن المنطمر أو بالسن المنحشر أو السن المتأثر أو السن المتضرر)، هو سن ينمو في وضع غير طبيعي (انتباذ) ويفشل في النمو في مكانه الطبيعي في تجويف الفم.  يمكن أن تسبب الأسنان المنتبذة مجموعة متنوعة من الأعراض، مثل الألم والتورم والعدوى، ويمكن أن تؤدي إلى مضاعفات أكثر خطورة إذا تركت دون علاج.
الأسنان المنتبذة تشبه الأسنان المنطمرة، ولكن ينبغي التفريق بينهما من أجل الدقة. والفرق هو أن الأسنان المنتبذة تنبت في مكان لا ينبغي لها أن تنبت فيه (يُشار إليها باسم "مسار بزوغ غير طبيعي")، في حين أن الأسنان المنطمرة قد تكون في طريقها إلى البزوغ في المكان الصحيح، ولكنها ببساطة غير قادرة على ذلك. يمكن أن تكون الأسنان منتبذة ومنطمرة في نفس الوقت.
يمكن أن تؤثر هذه الحالة على كل من الأسنان اللبنية والأسنان الدائمة، على الرغم من أنها أكثر شيوعًا في الأسنان الدائمة. [بحاجة لمصدر]
قد تحدث الأسنان المنتبذة عادةً داخل المنطقة المسننة من الفكين. تشمل المواقع الشائعة الأخرى للأسنان المنتبذة الجيب الفكي العلوي، والتجويف الأنفي، واللقمة السفلية، والحنك.لا يكون سبب الأسنان المنتبذة واضحًا دائمًا، ولكنه قد يكون مرتبطًا بعوامل وراثية أو تشوهات في النمو.
يتضمن تشخيص الأسنان المنتبذة عادةً فحصًا شاملاً للأسنان، بما في ذلك الأشعة السينية واختبارات التصوير الأخرى. تعتمد خيارات العلاج للأسنان المنتبذة على موقع وشدة الحالة، بالإضافة إلى عمر المريض وصحته العامة. في بعض الحالات، قد تكون المراقبة كافيين، بينما في حالات أخرى، قد يكون التدخل الجراحي ضروريًا لإزالة السن المنتبذ ومنع حدوث المزيد من المضاعفات.
بالإضافة إلى الأعراض الجسدية، يمكن أن يكون للأسنان المنتبذة أيضًا تأثيرات نفسية واجتماعية على الأفراد المصابين، خاصةً إذا أثرت الحالة على مظهرهم أو تسببت لهم في الإحراج أو الوعي الذاتي. كما هو الحال مع أي حالة طبية، يمكن أن يساعد التشخيص المبكر وعلاج الأسنان المنتبذة في منع المضاعفات وتحسين النتائج للمرضى.

## الأسباب
لم يتم فهم سبب تطور الأسنان المنتبذة بشكل محدد حتى الآن. ومع ذلك، يمكن أن تنتج عن الصدمة أو العدوى أو أو الوراثة أو الشذوذ النمائي مثل الحنك المشقوق أو الحالات المرضية مثل الكيس السني أو العوامل علاجية المنشأ أو مجهولة السبب. قد يؤثر عدم كفاية طول القوس، أو زيادة كتلة الأسنان، أو مجموعة متنوعة من العوامل المحلية على ظهور السن أو محاولة ظهوره في وضع غير طبيعي.

## المضاعفات
تتضمن مضاعفات الأسنان المنطمرة أو المنتبذة ما يلي:
- منع بزوغ الأسنان المجاورة؛

- تغير كيسي في الجريب المرتبط، وهو أمر نادر الحدوث؛
- امتصاص الأسنان المجاورة مع فقدان حيويتها؛ ويحدث هذا غالبًا عندما تمتص الأنياب العلوية جذور القواطع الجانبية والوسطى العلوية. ومع ذلك، فإن بدء هذه العملية نادر للغاية بعد سن 15 عامًا.